# 포 페더스 (1939년 영화)
《포 페더스》(The Four Feathers)는 영국에서 제작된 졸탄 코다 감독의 1939년 영화이다. 존 클레멘츠 등이 주연으로 출연하였고 알렉산더 코르다 등이 제작에 참여하였다. A. E. W. 메이슨의 동명의 1902년 소설에 기반을 둔 것으로 간주된다.

## 출연

### 주연
- 존 클레멘츠
- 랠프 리처드슨

### 조연
- C. 오브리 스미스
- 준 두프레즈
- 앨런 지예스
- 잭 앨런
- 데릭 엘핀스톤
- 노먼 피어스
- 헨리 오스카
- 존 로리

## 기타
- 원작자: 앨프레드 메이슨
- 미술: 빈센트 코르다
- 의상: 린 허버트
- Ass-PD: 어빙 어셔

## 홈 미디어
DVD와 블루레이는 크라이테리언 컬렉션을 통해 발매되었다.